# The Cosmic Jokers (альбом)
The Cosmic Jokers — дебютный студийный альбом коллектива сессионных музыкантов, названного продюсерами The Cosmic Jokers, который был выпущен в 1974 году.

## Характеристика
Первый и лучший в серии из пяти альбомов студийных импровизаций, которые записали ведущие музыканты краут-рока гитарист Мануэль Геттшинг и клавишник Клаус Шульце, которые в то время играли в группе Ash Ra Tempel, вместе с Юргеном Доллазе и Харальдом Гросскопфом из группы Wallenstein. Альбом был записан и издан музыкальным продюсером Рольфом-Ульрихом Кайзером без согласования с музыкантами, что впоследствии привело к конфликту в отношении авторских прав.
Композиционно альбом похож на первые альбомы Ash Ra Tempel и многие другие ранние альбомы краут-рока, и состоит из двух сюит продолжительностью в целую сторону виниловой пластинки. Первый трек «Galactic Joke» построен вокруг великолепного блюзово-психоделического гитарного солирования Мануэля Геттшинга, постепенно доводящего звучание всей группы до полного исступления, затем отступая и нарастая снова. Второй трек «Cosmic Joy» похож на расслабление после бурного трипа, где мягкие и медитативные синтезаторные накаты Шульце как будто уносят музыку в глубокий космос, а густо наложенные эффекты ещё более усиливают научно-фантастические аспекты звучания. Этот полностью инструментальный и абсолютно абстрактный альбом, полностью сотканный из фантазий и психоделических видений, стал одним из лучших образцов космического рока.

## Признание
Альбом занимает 17 в списке лучших альбомов краут-рока портала Progarchives (по состоянию на апрель 2013 года).

## Список композиций
1. «Galactic Joke» — 22:38
2. «Cosmic Joy» — 19:24

## Состав музыкантов
- Дитер Диркс — бас
- Юрген Доллазе — клавишные, вокал
- Мануэль Геттшинг — электрогитара
- Харальд Гросскопф — барабаны
- Клаус Шульце — синтезаторы